# Cofinalità
In teoria degli insiemi, si dice cofinalità di un dato insieme totalmente ordinato {\displaystyle I} il più piccolo ordinale tale che esista una funzione cofinale dall'ordinale ad {\displaystyle I} (ricordiamo che una funzione si dice cofinale se la sua immagine è un sottoinsieme cofinale del codominio).
In formule,
{\displaystyle cof(I)=\min\{\alpha {\text{ ordinale }}|\exists f:\alpha \rightarrow I\;\;f(\alpha ){\text{ è cofinale in }}I\}}

Spesso si usa come sinonimo "illimitato" per il termine "cofinale", ma bisogna ben distinguere questa definizione di illimitato con quella generica d'ordine tra sottoinsiemi di insiemi qualunque. Infatti, in questo contesto, per illimitato si intende che nessun taglio iniziale di {\displaystyle I} contiene tutto {\displaystyle f(\alpha )}, o equivalentemente che dato un qualsiasi elemento {\displaystyle x\in I} esiste un elemento {\displaystyle y\geq x} con {\displaystyle y\in f(\alpha )}.
Si dimostra che {\displaystyle cof(I)} è un cardinale e si arriva alla seguente definizione equivalente:
{\displaystyle cof(I)=\min\{k{\text{ cardinale }}|\quad |X|=k\quad \land \quad X\subseteq I{\text{ è cofinale in }}I\}}
Da notare che questa seconda definizione ha bisogno dell'assioma di scelta, mentre la prima non ne ha bisogno.

## Esempi
In tutti i seguenti esempi si suppone che gli ordinamenti siano quelli "standard".
- {\displaystyle Cof(\mathbb {N} )=\aleph _{0}}
- {\displaystyle Cof(\aleph _{17})=\aleph _{17}}
- {\displaystyle Cof(\aleph _{n})=\aleph _{n}} per ogni {\displaystyle n\in \mathbb {N} }.
- {\displaystyle Cof(\mathbb {R} )=\aleph _{0}} in quanto {\displaystyle \mathbb {N} } è cofinale in {\displaystyle \mathbb {R} }.

Questo non genera una contraddizione perché l'ordine standard dei numeri reali non è isomorfo a quello del cardinale che rappresenta la cardinalità del continuo (altrimenti dovrebbe essere {\displaystyle Cof(\mathbb {R} )>\aleph _{0}}).
- {\displaystyle Cof(\omega _{1})=\aleph _{1}}
- {\displaystyle Cof(\omega _{1}+\omega ^{2})=\aleph _{0}}

- {\displaystyle Cof(\aleph _{\omega })=\aleph _{0}}

## Cofinalità sugli ordinali
Sia α un ordinale, allora valgono le seguenti proprietà
- {\displaystyle cof(\alpha )\leqslant |\alpha |\leqslant \alpha \qquad \forall \alpha \ ordinale}
- {\displaystyle cof(\alpha +\beta )=cof(\beta )\qquad \forall \beta \not =0\quad ordinale}
- {\displaystyle cof(cof(\alpha ))=cof(\alpha )\qquad \forall \alpha \ ordinale}
- {\displaystyle cof(0)=0}
- {\displaystyle cof(\alpha )=1\iff \exists \beta {\text{ ordinale t.c. }}\alpha =\beta +1{\text{ (}}\alpha {\text{ è ordinale successore)}}\ }
- {\displaystyle cof(\aleph _{\lambda })=cof(\lambda )\qquad \forall \lambda \quad {\text{ordinale limite}}}

## Ordinali regolari e singolari
Un ordinale  α si dice regolare se {\displaystyle cof(\alpha )=\alpha },  mentre si dice  singolare se {\displaystyle cof(\alpha )<\alpha }.
Valgono i seguenti fatti:
- 1,0 sono ordinali regolari;
- per le proprietà viste sopra ogni ordinale successore (a parte 1) è singolare; tuttavia, non ogni ordinale limite è regolare: ad esempio {\displaystyle \omega \cdot 2} ha cofinalità {\displaystyle \aleph _{0}=\omega };
- un ordinale regolare è anche un cardinale, ma esistono anche cardinali che sono singolari: ad esempio {\displaystyle \aleph _{\omega }=\omega _{\omega }} ha cofinalità {\displaystyle \aleph _{0}=\omega }.
- per ogni {\displaystyle \alpha } ordinale {\displaystyle cof(\alpha )} è un ordinale regolare.